# Wapen van Drachtstercompagnie

Wapen van Drachtstercompagnie

Het wapen van Drachtstercompagnie is het dorpswapen van het Nederlandse dorp Drachtstercompagnie, in de Friese gemeente Smallingerland. Het wapen werd in 2002 geregistreerd.

## Beschrijving
De blazoenering van het wapen in het Fries luidt als volgt:
loftsskeane fan blau en sulver: b. op ' en  nij loftsskeane fan sulver en blau, it sulver belein mei trije reade lizzende blokken: in frijkertier, weagjend loftsskeane trochsnien fan read en goud. yn de foarm fan twa ôfkearde klaverblêden fan it iene yn it oare, utgeande fan de dielingsline.
De Nederlandse vertaling luidt als volgt: 
Linksschuine balk van blauw en zilver: b. opnieuw linksschuin van zilver en blauw, het zilver belegd met drie rode liggende blokken: een vrijkwartier, golvend linksschuin doorsneden van rood en goud. in de vorm van twee afgekeerde klaverbladen van het een in het ander, uitgaande van de deellijn.
De heraldische kleuren zijn: azuur (blauw), zilver (zilver), keel (rood) en goud (goud).

## Symboliek
- Zilveren schuinbalk: symbool voor de wijken die in en rond het dorp gegraven zijn.[2]
- Rode turven: zogenaamde lange turf, welke bruin van kleur was. Omwille van heraldische overwegingen is voor de kleur rood gekozen. De kleur rood duidt ook op de heide die rond het dorp aanwezig was.[2]
- Vrijkwartier: verwijst naar het coöperatieve karakter van de compagnie die de venen exploiteerde en later het samenwerken van plaatselijke boeren.[2] De klaverbladen duiden op de landbouw. Waarbij het goud een verwijzing is naar de zandgrond en het rood wederom staat voor de heide.[2]

## Zie ook

Vlag van Drachtstercompagnie